# Lucky Peterson

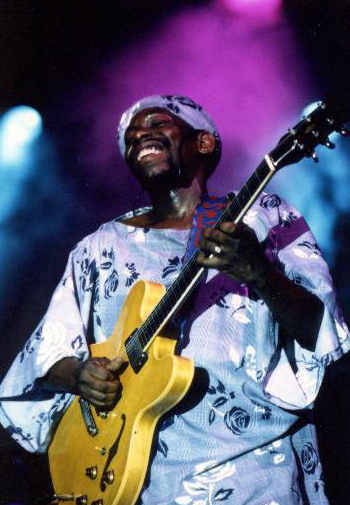
Lucky Peterson (1994)

Lucky Peterson (* 13. Dezember 1964 als Judge Kenneth Peterson in Buffalo, New York; † 17. Mai 2020 in Dallas, Texas) war ein US-amerikanischer Blues-Musiker.

## Leben und Wirken
Peterson trat früh im Club seines Vaters, The Governor’s Inn auf. Willie Dixon, die Blues-Legende aus Chicago, nahm den sechsjährigen Lucky Peterson unter seine Fittiche, und produzierte dessen erste Single. Dabei handelte es sich um eine Cover-Version des James-Brown-Hits 1-2-3-4. Das Stück wurde ein großer Erfolg im Radio und verschaffte dem kleinen Lucky Peterson zahlreiche Fernsehauftritte.
Peterson begann während der Ausbildung auf der Buffalo Academy for Visual and Performing Arts Waldhorn zu spielen; später trat er als Gitarrist und Keyboarder unter anderem bei Etta James auf; bei Little Milton fungierte er als Bandleader. Als Solokünstler war er bis 1993 wenig erfolgreich.
1993 schaffte Peterson mit seinem Album I’m Ready den Durchbruch. Es folgten weitere Veröffentlichungen, auf denen er den Blues in immer neuen Variationen präsentierte; er fusionierte den Blues nicht nur mit Gospel, sondern auch mit zeitgenössischem Funk sowie Rockmusik und Soul; beispielsweise brachte er auf seinem Album Move eine Bluesversion des Prince-Hits Purple Rain heraus. 
Peterson hat nicht nur eine Reihe von eigenen CDs eingespielt, sondern auch auf über 300 Alben als Musiker mitgewirkt; er verfügte sowohl auf der Hammond-B3-Orgel als auch auf der Gitarre über virtuose Fähigkeiten. 
Erst 2019 begann Peterson nach gesundheitlichen Problemen wieder zu spielen; zu seinem fünfzigsten Bühnenjubiläum veröffentlichte er das Album 50 – Just Warming Up! Er starb am 17. Mai 2020 nach kurzer Krankheit 55-jährig in einem Krankenhaus in Dallas an einer Gehirnblutung.

## Diskographie
- 1989: Lucky Strikes!
- 1990: Triple Play
- 1993: I’m Ready
- 1993: Ridin’ (US-Ausgabe)
- 1994: Living the Blues (James-Cotton-Album)
- 1994: Beyond Cool
- 1996: Lifetime
- 1997: Move
- 1999: Lucky Peterson
- 2001: Double Dealin’
- 2003: Black Midnight Sun
- 2010: You Can Always Turn Around (Grand Prix du Disque: Bluesplatte des Jahres)
- 2010: Heart of Pain
- 2012: Live at the 55 Arts Club Berlin (3-DVD-Set/Doppel-CD) – Bestenliste des Preises der deutschen Schallplattenkritik- 1/2013[4]
- 2014: The Son of a Bluesman
- 2015: Live in Marciac July 28th 2014 (CD/DVD-Set)
- 2016: Long Nights
- 2017: What Have I Done Wrong – The Best of the JSP Sessions
- 2017: Tribute to Jimmy Smith
- 2019: 50 – Just Warming Up!